# Forever My Girl
Forever My Girl ist ein US-amerikanischer Liebesfilm von Bethany Ashton Wolf aus dem Jahr 2018. Der Film basiert auf dem gleichnamigen Buch von Heidi McLaughlin.

## Handlung
Am Tag ihrer Hochzeit wird Josie von ihrem Verlobten Liam Page am Altar stehen gelassen. Acht Jahre später ist Liam ein weltbekannter Country-Sänger und Gitarrist. Mit seiner Heimatstadt Saint Augustine, Louisiana, hat er gebrochen. Nach einem Konzert in New Orleans wird er von einem Groupie geweckt, die versehentlich auf seinem alten Handy herumtrampelt. In Panik rennt er, belagert von Fans, zu einem Handyladen, wo er es reparieren lässt. Darauf befindet sich die letzte Nachricht von Josie, die er sich seitdem jeden Tag anhört. Als sein bester Jugendfreund bei einem Autounfall stirbt, bricht er seine Tour ab und schleicht sich zur Beerdigung, wo sein Vater Brian, mit dem er seit acht Jahren nicht mehr geredet hat, die Trauerrede hält.
Die Stadt ist nicht gut auf ihn zu sprechen und Josie verpasst ihm bei ihrer ersten Begegnung einen Schlag in den Magen. Dennoch kommt er erstmal bei seinem Vater unter. Es stellt sich heraus, dass er nicht nur seine Verlobte sitzen ließ, sondern er auch noch eine Tochter namens Billy hat, benannt nach seiner verstorbenen Mutter. Liam fällt aus allen Wolken, verschiebt seine weiteren Pläne und vertröstet seine Agentin. Er versucht nun ein Teil des Lebens seiner Tochter zu werden, die auch das musikalische Talent ihres Vaters geerbt hat. Und so beginnt auch langsam die alte Liebe in Josie wieder aufzuflammen. Als Billy sich entscheidet, ihn Daddy zu nennen, gewährt ihm Josie eine zweite Chance. Das romantische Date entpuppt sich gleichzeitig auch als Publicity-Stunt, denn er stellt Josie der Presse als „die Eine“ vor.
Gerade als das Glück perfekt scheint, kommt es zu einer folgenschweren Begebenheit. Billy verschluckt sich bei einem Grillfest. Nachdem Liam es zunächst gar nicht bemerkte, wird Billy von Josies Bruder gerettet, während Liam starr vor Schock nichts tat. Die Begebenheit erinnerte ihn an den Tod seiner Mutter, als er acht Jahre alt war und auch nur tatenlos zusehen konnte. Er betrinkt sich in einer Bar, wo auch Josies Bruder auftaucht und ihm nahelegt, dass er weder Josie noch Billy gut täte. Nach einer Aussprache mit seinem Vater verlässt er Josie ein zweites Mal.
Die pathetischen Songs, die er daraufhin schreibt, werden ein großer Erfolg, doch er fühlt weiterhin eine Leere in sich. Schließlich überredet ihn ausgerechnet sein Tourmanager zurück zu Josie zu kehren. Die Tour wird abgebrochen und Liam hinterlässt Josie eine Nachricht, in dem er versucht sein Verhalten zu erklären. Außerdem verspricht er, Saint Augustine nie mehr ohne sie und Billy zu verlassen. Sie verzeiht ihm.
Kurze Zeit später heiraten die beiden. Billy und Josie begleiten ihn auf seiner Tournee durch Europa. Billy und er singen dort ein Duett zusammen.

## Hintergrund
Der Film basiert auf dem gleichnamigen Buch von Heidi McLaughlin. Kurz nach Veröffentlichung erwarb LD Entertainment, die Produktionsfirma von Mickey Liddell die Rechte an dem Buch. Für das Drehbuch und die Regie fanden sie die Regisseurin Bethany Ashton Wolf. Im Vergleich zur Vorlage wurden einige Änderungen vorgenommen. So wurde Liam Page von einem Rockstar zu einem Countrystar. Noch bevor die eigentliche Produktion begann, engagierte Wolf, die von der Vorlage sehr angetan war, die Songwriter Jackson Odell und Brett Boyett die Songs für den Film zu schreiben.
Als Hauptdarsteller wurde Alex Roe ausgewählt. Zwar passte er als Brite und als musikalisch unbeleckter Darsteller eigentlich nicht in die Rolle eines Südstaaten-Countrysängers, doch überzeugte er die Filmemacher beim Vorsingen und auch bei der Imitation des typischen Südstaaten-Dialekts. Er sang auch alle Lieder im Film selbst.
Für die drei Konzertszenen im Film, die mit mehr als einhundert Statisten gedreht wurden, hatte die Crew lediglich eineinhalb Tage Zeit.
Der Film hatte seine Premiere am 16. Januar 2018. In den Vereinigten Staaten wurde er ab dem 19. Januar 2018 im Kino gezeigt. Im deutschsprachigen Raum hatte er seinen Kinostart am 16. August 2018.

## Rezeption

### Kritiken
Katie Walsh von der Los Angeles Times lobte den Film vor allem, weil er eine der wenigen Ausnahmen unter Liebesfilmen sei, bei der eine Frau die Regie übernahm. Das Leinwand-Paar Alex Roe und Jessica Rothe würde gut harmonieren. Allerdings bemängelte sie auch, das der Film nichts revolutionär Neues zeigen würde. Es handele sich schlicht um eine unkomplizierte romantische Erzählung.
Eher negativ besprach Joe Lydon den Film für das Magazin Variety. Er verglich den Film mit „Nicholas Sparks Lite“ und bezeichnete sie als „schmalzig“. Ihn störe vor allem den falschen Fokus, den der Film läge und verwies auf die fehlenden oder zu gering ausgeführtem Erklärungsansätze für Liams seltsames Fluchtverhalten. Gute Szenen, vor allem solche, die als „comic relief“ funktionieren, seien leider eher rar.
Markus Fiedler zog auf Filmstarts.de folgendes Fazit: „Mit ‚Forever My Girl‘ bekommt das Publikum exakt das, was Poster und Trailer versprechen – eine sanfte Mischung aus Gefühl, Liebe und Drama am Rande des Kitsches. Kinderdarstellerin Abby Ryder Fortson sorgt indessen fast im Alleingang für die denkwürdigen Momente in der seichten Geschichte.“
Auf Filmdienst.de erhielt der Film lediglich einen von fünf Sternen und wurde regelrecht verrissen: „Unglaubwürdiges, angestrengtes Melodram, das die Versatzstücke des Genres überstrapaziert und voller falscher Momente ist, die weder berühren noch nachdenklich stimmen. Einziger Pluspunkt des Films ist die überzeugend verkörperte Kinderrolle.“

### Erfolg
Trotz eher durchwachsener Kritiken wurde der Film ein großer Erfolg. Er spielte an den Kinokassen bei einem Budget von 3,5 Millionen US-Dollar rund 16,4 Millionen US-Dollar ein, davon 4 Millionen alleine am Eröffnungswochenende.

## Synchronisation
| Rolle        | Schauspieler         | Deutscher Synchronsprecher |
| ------------ | -------------------- | -------------------------- |
| Liam         | Alex Roe             | Patrick Schröder           |
| Josie        | Jessica Rothe        | Farina Brock               |
| Billy        | Abby Ryder Fortson   | Franziska Hartmann         |
| Freddy       | Adam Drescher        | Claus Vester               |
| Pastor Brian | John Benjamin Hickey | Marc Rosenberg             |
| Pat          | G. Peter King        | Claus Vester               |
| Sam          | Peter Cambor         | Pascal Breuer              |